# Barthélemy-Jean de Riberolles
Pour les articles homonymes, voir Riberolles.
Barthélemy-Jean de Riberolles (4 février 1787 à Thiers - 23 mars 1859 à Paris), est un homme politique français.

## Biographie
Fils de Benoît Genès de Riberolles et neveu de Gilbert de Riberolles, il fit ses études au collège de Juilly, son droit à Paris et entra, en 1810, au conseil d'État. D'abord attaché au Conseil des prises, il passa en 1818 à la Cour des comptes, dont il devint conseiller-maître en 1827. il est le beau-fils de Claude-Ignace-Sébastien Brugière de La Verchère.
Il fut élu, le 24 novembre 1827, député du 4e arrondissement électoral du Puy-de-Dôme. Il échoua dans le même collège, le 23 juin 1830, face à Anisson-Duperron, mais fut réélu le 3 juillet suivant, dans le grand collège du département. Partisan du ministère Martignac, il soutint diverses propositions libérales, repoussa cependant l'Adresse des 221 et, sous le gouvernement de juillet, la mise en accusation des anciens ministres de Charles X. 
Sorti de la Chambre en 1831, il reprit ses fonctions à la cour des Comptes, devint officier de la Légion d'honneur en mai 1837, et fut admis à la retraite, comme conseiller-maître à la cour des Comptes, le 5 février 1859.

## Sources
- « Barthélemy-Jean de Riberolles », dans Adolphe Robert et Gaston Cougny, Dictionnaire des parlementaires français, Edgar Bourloton, 1889-1891 [détail de l’édition]